# سايكليز

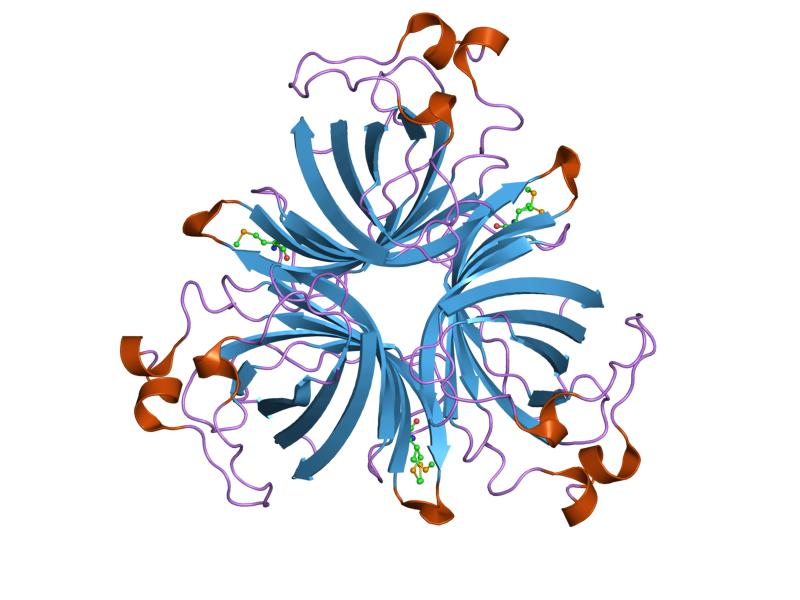
تمثيل كرتوني للتركيب الجزيئي للبروتين المسجل برمز 1z8k.

```
سايكليز
 هو  
انزيم
، دائمًا ما يكون  
لايز
، الذي 
يحفز
  
التفاعل الكيميائي
 ليكون 
مركب حلقي
. تتضمن إنزيمات سايكليز الهامة:
```

- ادينيل سايكليز، الذي يكون الشكل الحلقي من AMP ادينوسين ثلاثي الفوسفات (EC 4.6.1.1)
  - ADCY1
  - ADCY2
  - ADCY3
  - ADCY4
  - ADCY5
  - ADCY6
  - ADCY7
  - ADCY8
  - ADCY9
  - ADCY10
- قوانيليل سايكليز، الذي يكون الشكل الحلقي من GMP قوانوزين ثلاثي الفوسفات (EC 4.6.1.2)
  - إنزيم GUCY1A2
  - GUCY1A3
  - GUCY1B3
  - Guanylate cyclase 2C
  - Guanylate cyclase 2D  [لغات أخرى]‏
  - Guanylate cyclase 2F  [لغات أخرى]‏
  - NPR1
  - NPR2
- بروتين سايكليز، وهو إنزيم لاييز ينتج بروتينات أساسية transpeptidation